# 第24輸送航空隊 (国家人民軍)

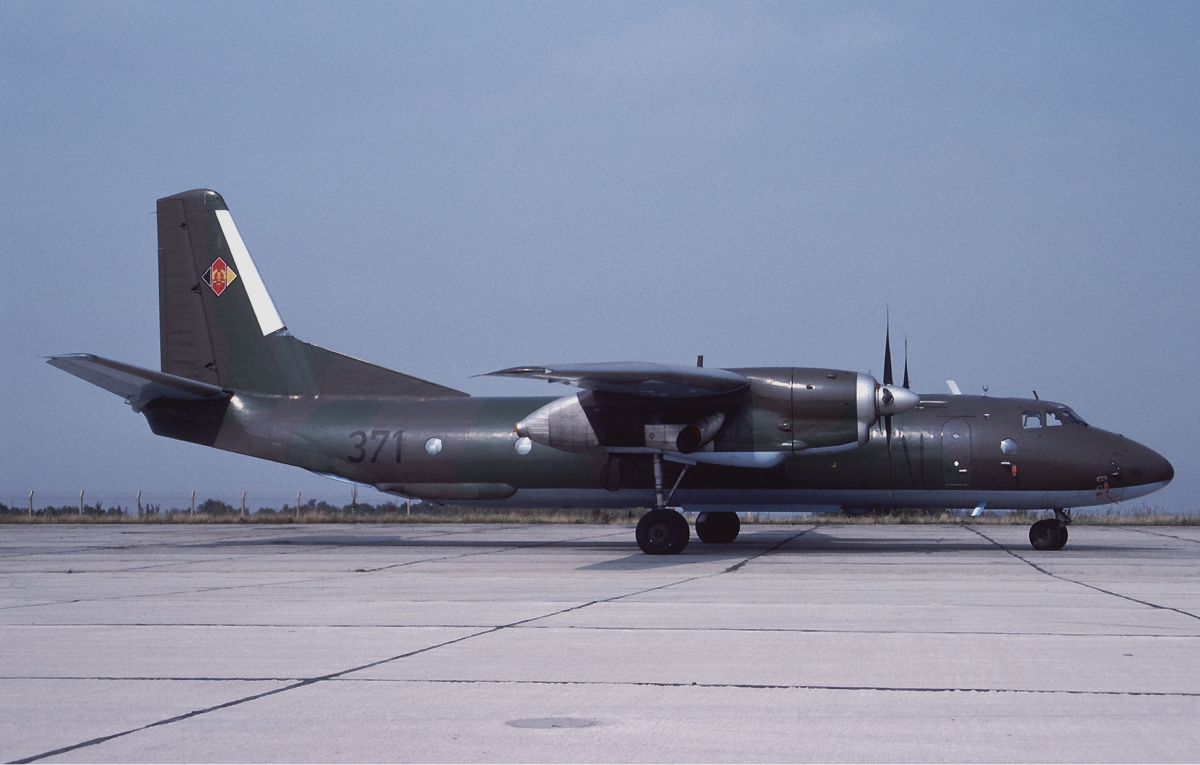
An-26輸送機371号機。1980年12月11日から1990年10月3日までTS-24に所属した

第24輸送航空隊（ドイツ語: Transportfliegerstaffel 24, TS-24）は、国家人民軍（東ドイツ軍）航空軍が有した大隊規模の航空部隊である。物資・人員の空輸を主な任務としており、前線及び軍事輸送航空隊指揮所(Führungsorgan Front- u. Militärtransportfliegerkräfte, FO FMTFK)に所属した。

## 歴史

### 創設
1963年5月2日、国防大臣が署名した14/63号命令(Befehl 14/63)に基づき、デッサウ飛行場にて第17輸送航空団(Transportfliegergeschwader 17, TG-17)の一部を持って第27輸送航空隊(Transportfliegerstaffel 27, TFS-27)が創設された。またこの部隊に対する各種支援を行う付属部隊として第27航空技術大隊(Fliegertechnische Bataillon 27, FTB-27)が設置された。

### 基地の移動と部隊名の改称
1963年10月、部隊はドレスデン飛行場に移動する。1971年12月1日、部隊は第24輸送航空隊(TFS-24)及び第24航空技術大隊(FTB-24)に改称される。1975年以降は略称がTS-24に改められた。

### 構成
第24輸送航空隊は、4個輸送機ケッテ(Transportfliegerketten)と2個航空写真ケッテ(Luftbildketten)で構成されていた。

### 特別な活動
航空軍士官学校で4年および最終年度に行われる誘導員演習には、第24輸送航空隊のAn-26輸送機が使用されていた。また地上軍の降下猟兵部隊である
第40航空突撃連隊の輸送及び訓練にも同機が使われた。

## 連邦軍への移管と解体
1990年10月3日、第24輸送航空隊は連邦空軍の航空輸送集団に移管され、第65空輸航空団(Lufttransportgeschwader 65, LTG 65)に統合された。後に第65空輸航空団付ドレスデン・クロチェ空輸隊(Lufttransportgruppe Dresden-Klotzsche des LTG 65)と改称され、1992年11月に解散した。